# La Ferté-Frênel
La Ferté-Frênel är en kommun i departementet Orne i regionen Normandie i nordvästra Frankrike. Kommunen ligger i kantonen La Ferté-Frênel som tillhör arrondissementet Argentan. År 2018 hade La Ferté-Frênel 623 invånare.

## Befolkningsutveckling
Antalet invånare i kommunen La Ferté-Frênel
| Referens: INSEE |